# Acid protocatecuic
Acidul protocatecuic (acidul 3,4-dihidroxibenzoic) este un acid fenolic, fiind un derivat de acid benzoic dihidroxilic. Este metabolitul major al polifenolilor cu efect antioxidant din ceaiul verde. Prezintă efecte mixte la celulele sănătoase și canceroase, atât in vitro cât și in vivo.